# Lars Wilhelm Dahlberg
Lars Wilhelm Dahlberg, född 18 april 1817 i Lund, död 1898, var en svensk silversmed.
Han var son till Lars Johan Dahlberg och bror till Johannes och Gabriel Dahlberg. Tillsammans med sina bröder fick han en utbildning till silversmed som lärling för sin far. Han arbetade som  gesäll i Lund 1842 och examinerades i Stockholm 1842 och som mästare i Lund 1848 där han visade upp en kaffekanna som mästarstycke. Han var verksam med egen stämpel i Lund 1848-1871 därefter i Kristianstad där han övertog S Svenssons silververkstad.
Dahlberg är representerad vid bland annat Kulturen och Regionmuseet Kristianstad